# 马格拉新堡
马格拉新堡（義大利語：Castelnuovo Magra）是意大利拉斯佩齐亚省的一个市镇。总面积14平方公里，人口8251人，人口密度589.4人/平方公里（2009年）。ISTAT代码为011011。